# Phyllodoce puntarenae
Phyllodoce puntarenae är en ringmaskart som beskrevs av Grube 1857. Phyllodoce puntarenae ingår i släktet Phyllodoce och familjen Phyllodocidae. Inga underarter finns listade i Catalogue of Life.